# Eastern Professional Hockey League (1959-1963)
Pour les articles homonymes, voir Eastern Professional Hockey League.
L'Eastern Professional Hockey League (EPHL) est une ligue de hockey sur glace au Canada qui a existé de 1959 à 1963.

## Historique
Alors qu'ils n'ont qu'un partenariat partiel avec la Ligue américaine de hockey et la Western Hockey League, l'EPHL est créée en 1959 par les dirigeants de la Ligue nationale de hockey (LNH) pour devenir une ligue entièrement destinée aux équipes de la LNH.
Bien que la ligue connaît un certain succès, la majorité des équipes n'est pas rentable, principalement en raison de la taille des villes dans lesquelles elles évoluent. Ainsi après seulement trois saisons la ligue est réduite à seulement quatre équipes.
La ligue partage son calendrier régulier de 1962-1963 avec la ligue internationale de hockey qui elle-même débute alors un partenariat avec la LNH. Au terme de cette saison, l'EPHL ferme ses portes et la LNH decide alors de créer la ligue centrale de hockey destinée à recevoir des équipes mineures-professionnelles affiliées ou non à la LNH.

## Équipes qui ont fait partie de cette ligue
Les équipes sont présentées par année de création.
| Fondation | Appellations successives                                                    | Années d'activité   | Nombre de saisons | Notes                                                                                    |
| --------- | --------------------------------------------------------------------------- | ------------------- | ----------------- | ---------------------------------------------------------------------------------------- |
| 1959      | Canadiens de Hull-Ottawa                                                    | 1959-1963           | 4                 | Équipe dissoute en 1963.                                                                 |
| 1959      | Frontenacs de Kingston                                                      | 1959-1963           | 4                 | Transféré dans la LCH en 1963 et renommée les Bruins de Minneapolis.                     |
| 1959      | Royals de Montréal                                                          | 1959-1961           | 2                 | Transférée depuis la LHQ en 1959. Équipe dissoute en 1961.                               |
| 1959      | Thunderbirds de Sault-Sainte-Marie Braves de Syracuse Braves de Saint-Louis | 1959-1962 1962-1963 | 3 1               | Déménagé vers Saint-Louis au cours de la saison 1962-1963 Transféré dans la LCH en 1963. |
| 1959      | Wolves de Sudbury                                                           | 1959-1963           | 4                 | Transféré depuis la AHO en 1959. Équipe dissoute en 1963.                                |
| 1959      | Lions de Trois-Rivières Dutchmen de Kitchener-Waterloo                      | 1959-1960 1960-1961 | 1                 | Équipe dissoute en 1961.                                                                 |
| 1961      | Beavers de Kitchener-Waterloo                                               | 1961-1962           | 1                 |                                                                                          |
| 1961      | Trappers de North Bay                                                       | 1961-1962           | 1                 |                                                                                          |

## Récompenses

### Trophée Tom Foley
Le vainqueur des séries éliminatoires reçoit le Trophée Tom Foley. Trois équipes l'ont gagné au cours des quatre saisons de la ligue,.
| Saison    | Vainqueur                | Finaliste                          | Résultat |
| --------- | ------------------------ | ---------------------------------- | -------- |
| 1959-1960 | Royaux de Montréal       | Wolves de Sudbury                  | 4-3      |
| 1960-1961 | Canadiens de Hull-Ottawa | Thunderbirds de Sault-Sainte-Marie | 4-3      |
| 1961-1962 | Canadiens de Hull-Ottawa | Frontenacs de Kingston             | 4-2      |
| 1962-1963 | Frontenacs de Kingston   | Wolves de Sudbury                  | 4-1      |

### Trophées individuels
Comme la plupart des ligues de hockey sur glace, l'EPHL récompense les joueurs de son circuit en fonction de leurs performances. Cette section présente les différentes récompenses individuelles remises par la ligue et la liste des récipiendaires de chacune d'entre elles.
| Trophée du meilleur joueur Cette récompense est décernée au joueur considéré comme le meilleur de la saison. - 1959-1960 : Jean-Claude Tremblay (Hull-Ottawa) - 1960-1961 : Cliff Pennington (Hull-Ottawa) et Fred Burchell (Montréal) - 1961-1962 : Orval Tessier (Kingston) - 1962-1963 : Harry Sinden (Kingston) Trophée du meilleur défenseur Il récompense le défenseur jugé le meilleur à sa position. - 1959-1960 : Gerry Odrowski (Sudbury) - 1960-1961 :Al McNeil (Hull-Ottawa) - 1961-1962 : Jean Gauthier (Hull-Ottawa) et Harry Sinden (Kingston) - 1962-1963 : Harry Sinden (Kingston) Trophée de la meilleure recrue Il est décerné au joueur ayant démontré des qualités exceptionnelles durant sa première saison en EPHL. - 1959-1960 : Denis DeJordy (Sault-Sainte-Marie) - 1960-1961 : Cliff Pennington (Hull-Ottawa) - 1961-1962 : Jim Neilson (Kitchener-Waterloo) - 1962-1963 : Marc Dufour (Sudbury) | Trophée du meilleur gardien de but Il est remis au gardien de but jugé le meilleur à sa position. - 1959-1960 : Gerry McNeil (Montréal) - 1960-1961 : Ed Johnston (Hull-Ottawa) - 1961-1962 : Cesare Maniago (Hull-Ottawa) - 1962-1963 : Ernie Wakely (Hull-Ottawa) Trophée du joueur le plus exemplaire Il récompense le joueur ayant montré un comportement exemplaire au cours de la saison. - 1959-1960 : Bill Carter (Hull-Ottawa) - 1960-1961 : Cliff Pennington (Hull-Ottawa) - 1961-1962 : Orval Tessier (Kingston) - 1962-1963 : Bill Carter (Hull-Ottawa) |

| Saison    | Gardien de but | Défenseurs           | Défenseurs    | Ailier gauche | Centre           | Ailier droit   |
| --------- | -------------- | -------------------- | ------------- | ------------- | ---------------- | -------------- |
| 1959-1960 | Gerry McNeil   | Jean-Claude Tremblay | Moe Mantha    | Tom McCarthy  | Cal Gardener     | Bob Courcy     |
| 1960-1961 | Ed Johnston    | Al McNeil            | Jean Gauthier | Fred Hilts    | Cliff Pennington | Bobby Rousseau |
| 1961-1962 | Cesare Maniago | Jean Gauthier        | Harry Sinden  | Tom McCarthy  | Orval Tessier    | Keith McCreary |
| 1962-1963 | Bruce Gamble   | Harry Sinden         | Pat Stapleton | Don Blackburn | Jeannot Gilbert  | Alain Caron    |

| Saison    | Gardien de but | Défenseurs         | Défenseurs     | Ailier gauche   | Centre        | Ailier droit   |
| --------- | -------------- | ------------------ | -------------- | --------------- | ------------- | -------------- |
| 1959-1960 | Claude Evans   | Gary Blaine        | Gerry Odrowski | Gilles Tremblay | Bill Carter   | Orval Tessier  |
| 1960-1961 | Gerry McNamara | Pat Stapleton      | Jack Bownass   | Sam Bettio      | Fred Burchell | Ed Kachur      |
| 1961-1962 | Jack McCartan  | Jack Bownass       | Jim Neilson    | Len Ronson      | Bob Attersley | Léon Rochefort |
| 1962-1963 | Ernie Wakely   | Jacques Laperrière | Terry Harper   | Keith McCreary  | Murray Hall   | Marc Dufour    |